# Vraquier

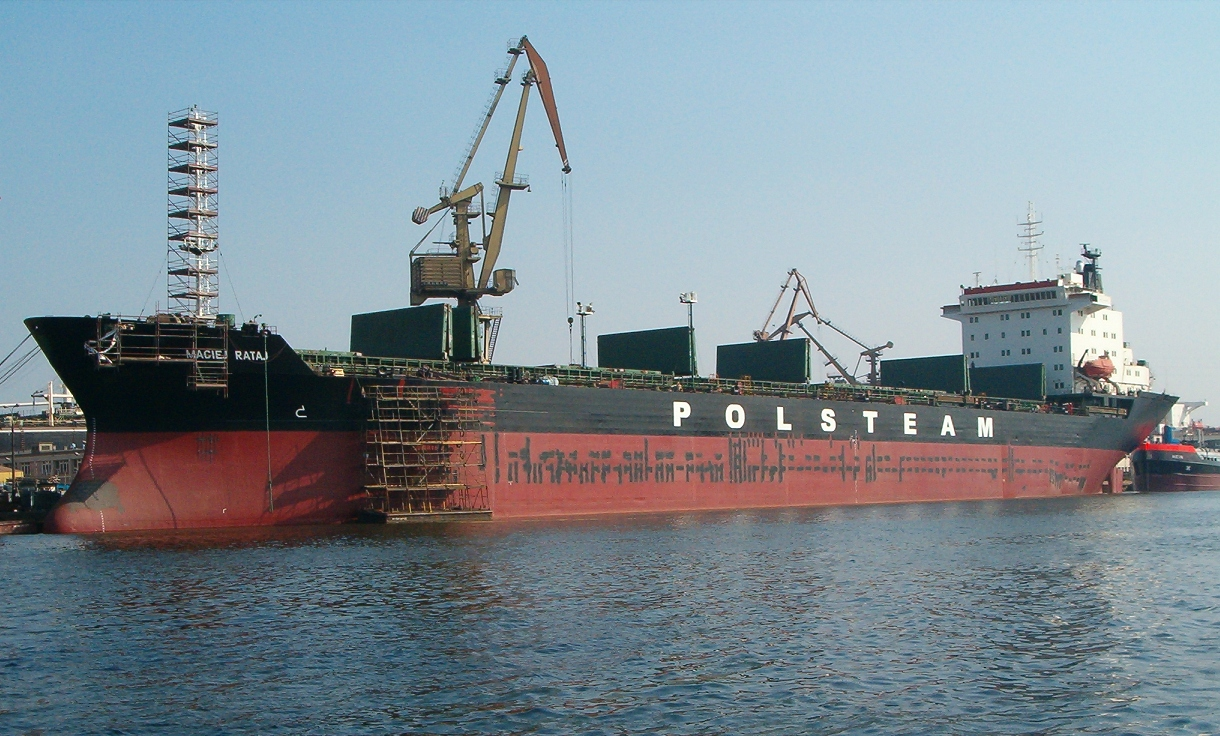
Le Maciej Rataj en réparations en Pologne.

Un vraquier est un navire de charge destiné au transport de marchandises solides et sèches en vrac. Il peut s'agir de sable, de granulats, de céréales mais aussi de matériaux denses comme les minéraux. 
Les vraquiers sont apparus dans la seconde moitié du XIXe siècle et ont progressivement évolué vers une automatisation accrue. Leur taille varie entre les caboteurs côtiers et les géants de 350 000 tonnes. Ils sont parfois décrits comme étant les « chevaux de trait des mers », en raison de la quantité de marchandises qu'ils transportent mais aussi de leur peu de médiatisation. Pour ce qui est du tonnage, ils représentaient  fin 2023 1 004 281 milliers de tpl, soit 42,7 % de la flotte de commerce mondiale. À titre de comparaison, les pétroliers ne représentaient à la même période que 28,3 % du tonnage total mondial. D'autre part, il est nécessaire de rappeler que les vraquiers ne constituaient en 1980 que 27 % du poids en lourd total mondial contre 50 % pour les pétroliers.
Bien qu'étant bien moins sophistiqués que les méthaniers ou les paquebots, ils sont soumis à des contraintes plus grandes à cause de la nature des cargaisons (corrosives, abrasives, etc.), des méthodes de chargement malmenant la structure et des nombreux risques guettant les plus grands d'entre eux, comme le ripage (déplacement d'un chargement mal arrimé) de leur cargaison entraînant un chavirement rapide ou une entrée d'eau à l'avant à la suite d'une grande vague, pouvant conduire au naufrage en quelques minutes. Ils sont donc l'objet de recherches et de réglementations sans cesse en évolution.

## Définition

Coupe au maître typique montrant les citernes en trémies.

D'après le code Solas, chapitre XI, Reg. 1, un vraquier est « un navire comptant un seul pont, des citernes supérieures et des citernes latérales en trémies dans ses espaces à cargaison et qui est destiné essentiellement à transporter des cargaisons sèches en vrac ». Cette définition inclut également les minéraliers, les minéraliers-vraquiers et les minéraliers-vraquiers-pétroliers (voir infra pour le détail).
Pour la plupart des sociétés de classification, la définition est plus large : un vraquier est un navire destiné à transporter des marchandises en vrac, c'est-à-dire non emballées.
Les cargos polyvalents peuvent aussi transporter des marchandises en vrac, mais se distinguent des vraquiers par le fait que ce ne soit pas leur unique cargaison et que leur structure n'est pas conçue pour cela. On peut également considérer les navires-citernes tels que les pétroliers ou les chimiquiers comme des « transporteurs de vrac liquide », là où les vraquiers ne transportent que des marchandises solides.
La définition devient floue pour les navires en dessous de 10 000 tonnes, qui sont souvent capables de transporter d'autres marchandises ; leur appellation « vraquier » ou « cargo polyvalent » dépend alors de l'armateur et de la société de classification. Leurs cales sont en général simplement parallélépipédiques.
Il existe différentes abréviations, utilisées diversement selon les opérateurs. On trouve UBC et UBS, respectivement pour Universal Bulk Carrier et Universal Bulk Ship ; SUBC pour Self-Unloading Bulk Carrier (« vraquiers autodéchargeants ») et OBO pour Ore/Bulk/Oil Carrier (« transporteurs combinés », voir infra) ; VLBC et ULBC, respectivement pour Very Large et Ultra Large Bulk Carrier, voire VLOC pour Very Large Ore Carrier. Ces trois derniers acronymes sont une adaptation des VLCC et ULCC utilisés pour les pétroliers, mais sont peu employés en pratique.

## Histoire
Les premiers navires de charge transportaient de nombreuses marchandises, mais peu étaient spécialisés. Le premier vapeur à être considéré comme un vraquier semble être le John Bowes de 1852 ; c'est surtout son utilisation combinée d'une coque métallique, d'une propulsion à la vapeur et d'un système de ballasts remplis d'eau de mer et non de sacs de sable qui a permis à ce navire de s'imposer sur le marché du charbon britannique. Le premier vraquier à propulsion Diesel serait apparu en 1911.
Avant la Seconde Guerre mondiale, la demande pour les produits ainsi transportés était faible, de l'ordre de 25 millions de tonnes pour les minerais métalliques, transportés le plus souvent en tramping, le long des côtes. Toutefois, deux caractéristiques des vraquiers modernes étaient déjà présentes : le double fond adopté en 1890, et la structure triangulaire pour le coin supérieur des cales introduite en 1905. On peut citer le quatre-mâts Pamir, transporteur de blé, de nitrate et d'orge durant la première moitié du XXe siècle.
Au début des années 1950, le commerce du vrac se développe et les nations industrielles (Europe de l'Ouest, États-Unis, Japon) créent des navires spécialisés. Leur taille augmente sensiblement au cours des années car, comme pour les pétroliers, les vraquiers procurent des économies d'échelle : l'augmentation de la quantité de marchandises transportées compense largement le surcoût de production et d'exploitation, d'autant plus que la vitesse n'est pas un facteur dominant.
Depuis les années 1960, leur allure générale n'a pas changé : simple coque à double fond, citernes en trémie, château et machines à l'arrière. La taille moyenne a continué d'augmenter, malgré la crise pétrolière des années 1970. La taille maximale semble s'être stabilisée autour de 250 000 tonnes, malgré quelques extrêmes à 330 000 tonnes. Le plus grand vraquier jamais construit, et naviguant toujours, est le MS Ore Brasil de 400 000 tonnes.
En 1980, le naufrage du MV Derbyshire donna lieu à une enquête qui dura près de vingt ans, ainsi qu'à une enquête portant sur les trop nombreux naufrages : environ quinze chaque année durant les années 1990. Ces rapports ont mené à de nombreux changements dans les normes de sécurité et d'inspection de ces navires. Depuis décembre 2005, la double coque est obligatoire sur les plus grands (voir aussi infra).

## Utilisation actuelle

### Tailles et catégories
Les vraquiers sont couramment répartis en quatre grandes tailles : les Handysize de 10 000 à 39 999 tonnes, les Handymax de 40 000 tonnes à 64 999 tonnes, les Panamax de 65 000 à 99 999 tonnes, et enfin les Capesize à partir de 100 000 tonnes. Les Handymax et Handysize sont souvent appelés simplement Handysize. Cette classification est valable pour les minéraliers. Actuellement, la répartition pour ce qui est de (distance × tonnage) est d'environ 18 % de Handysize, 20 % de Panamax et 62 % de Capesize. Tous les tonnages exprimés désignent le port en lourd, sauf avis contraire.
Il existe également des sous-divisions au sein des Capesize avec notamment les Valemax. Cette classe correspond aux minéraliers avec une capacité de 380 000 à 400 000 TPL. Au nombre de 35 en 2020, ce sont les plus grands vraquiers mondiaux.
Selon les routes empruntées, d'autres dénominations secondaires, employées localement, peuvent apparaître : les Kamsarmax, dont la longueur est limitée à 229 mètres pour pouvoir charger au port de minerai de bauxite à Kamsar en République de Guinée ; le Japanamax du chantier Oshima, avec une longueur de 225 mètres mais un port en lourd de 82 000 tonnes et une capacité de 96 000 m3 élevés pour un Panamax, pouvant accoster dans tous les ports de grain au Japon ; les Setouchmax de 205 000 tpl ayant un tirant d'eau maximum de 16,1 mètres leur permettant de desservir les ports de l'île de Seto au Japon ; et également les Dunkirkmax ou Newcastlemax.
Ils sont aussi catégorisés selon le secteur de consommation de leurs marchandises : « acier », « agriculture », « énergie », et autres.
- Le domaine « acier » inclut le minerai de fer, le charbon à coke, l'acier, les déchets métalliques et la fonte.
- Le domaine « agriculture » inclut le blé, les grains, les graines de soja, l'engrais et certains cargos mineurs.
- Le domaine « énergie » inclut surtout le charbon de chauffage.
- En plus de ces domaines, on distingue aussi les transporteurs de bauxite, d'aluminium, de bois, de phosphate et de certains minerais.

Les Capesize sont plus spécialisés et transportent principalement du minerai de fer et du charbon (93 % de leur cargaison), tandis que les Handysize sont plus polyvalents.
Selon leur cargaison, les vraquiers peuvent être désignés par un nom plus précis. On trouve ainsi les céréaliers, les charbonniers, les minéraliers, les phosphatiers…

### Variantes
Les vraquiers se différencient également selon leurs équipements :

#### Vraquiers de base
Ils sont constitués d'une suite de cales (typiquement, cinq pour un 35 000 tonnes, neuf pour un 250 000 tonnes), protégées par des panneaux ; ils disposent de grues pour pouvoir décharger seuls leur cargaison, utile dans les ports peu équipés. Ils sont souvent conçus pour pouvoir transporter des marchandises variées et être adaptés à différentes routes.

#### Transporteurs combinés
Il s'agit de navires pouvant transporter à la fois du minerai et du vrac (minéraliers-vraquier ou OB, de l'anglais Ore-Bulk carrier), ou du vrac/minerai/pétrole, il s'agit alors de minéraliers-vraquiers-pétroliers ou OBO (de l'anglais Ore-Bulk-Oil carriers). À la mode dans les années 1970 en raison des multiples routes empruntables, leur proportion a considérablement baissé depuis les années 1990 étant donné les hauts coûts d'exploitation liés à leur complexité. Il en va de même pour les transporteurs combinés vrac / conteneurs ou encore vraquiers / rouliers.

#### Vraquiers non gréés
Leur nom habituel est « vraquiers gearless ». Dénués de grues, ils dépendent entièrement de l'équipement du port pour décharger ; c'est souvent le cas des plus gros, qui ne peuvent toutefois arriver que dans certains ports en raison de leur tirant d'eau. Économiquement, c'est le meilleur choix puisque le navire se retrouve allégé.

#### Vraquiers autodéchargeants
Plus couramment appelés self-unloaders, ou « vraquiers à autodéchargement » au Québec. Ils disposent de bandes transporteuses dans chaque cale permettant de décharger très rapidement leur cargaison ; ils sont utilisés pour les voyages courts et dans les ports encombrés. Ils sont identifiés sous l'abréviation SUBC (pour Self-Unloading Bulk Carriers).

#### «Mini-vraquiers»
Ils sont appelés aussi mini-bulkers. Le concept s'est développé principalement pour le transport fluvial. Transportant de 500 à 2 500 tonnes, ils disposent d'une cale unique, souvent d'une superstructure abaissée pour passer sous les ponts (ils sont alors dits « à faible tirant d'air ») et d'un équipage réduit, de trois à huit personnes.

#### Vraquiers des Grands Lacs
Un vraquier des Grands Lacs, aussi appelé laquier ou cargo hors mer (Laker freighter en anglais), est un navire de commerce long et étroit, adapté aux écluses des nappes d'eau intérieures des Grands Lacs. La plupart ont une forme caractéristique selon l'époque où ils ont été construits, avec leur passerelle proéminente à l'avant, salle des machines à l'arrière (période d'avant les années 1970) ou passerelle à l'arrière, avec cinq ou six cales percées en moyenne de trois écoutilles chacune, leur étrave verticale et renforcée qui sert aux manœuvres d'écluse, et leur grand allongement afin de passer dans celles-ci.
Ces navires ont normalement un gabarit de 222,5 × 23,5 mètres pour un port en lourd d'environ 28 / 30 000 tonnes en fonction des écluses de la Voie maritime du Saint-Laurent (Seawaymax). Certains navires américains confinés au lac Supérieur ont un gabarit de 300 × 32 m de largeur. La moyenne d'âge de ces navires est élevée puisqu'ils souffrent moins de la corrosion qu'en mer (sels). Certains sont auto-déchargeurs et si ces navires sont restreints au Système Saint Laurent/Grands Lacs, se retrouve une sous-classe « Caribbean Class », qui permet à ce type de navire de sortir du Saint-Laurent pour naviguer le long de la côte atlantique jusqu'au golfe du Mexique, en incluant les Antilles.
Probablement, le plus fameux laquier est le SS Edmund Fitzgerald qui coula avec ses vingt-neuf membres d'équipage et une cargaison de minerai de fer sur le lac Supérieur le 10 novembre 1975. Pris dans une intense tempête automnale, il disparut au large de Whitefish Point et fut retrouvé à une profondeur de 160 m. Lors de son lancement le 8 juin 1958, il était le plus grand navire sur les Grands Lacs et reste le plus grand y ayant sombré. Une chanson sera dédiée aux victimes « The Wreck of the Edmund Fitzgerald » écrite, composée et chantée par le Canadien Gordon Lightfoot. Elle sort en 1976 et la plupart des paroles sont basées sur les faits contenus dans l'article d'un journal.

#### Type BIBO
Le terme BIBO, acronyme de Bulk In, Bags Out (« vrac au départ, sacs à l'arrivée ») désigne des vraquiers spécialement aménagés pour pouvoir emballer la marchandise à bord.

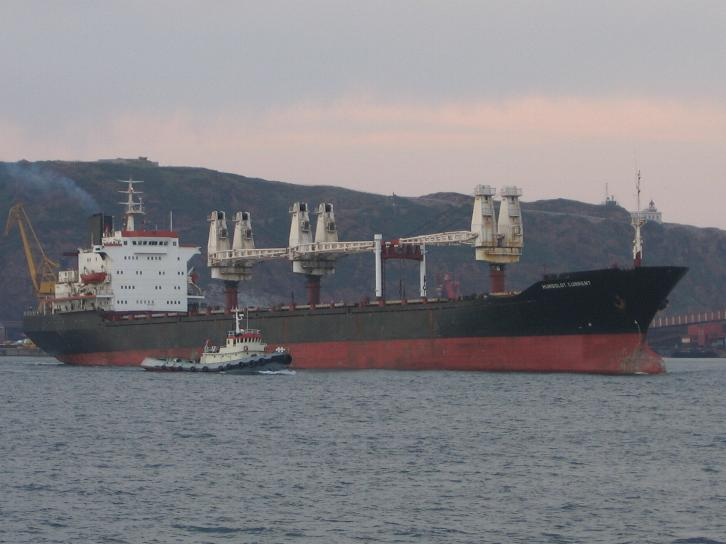
Vraquier classique, équipé de grues.
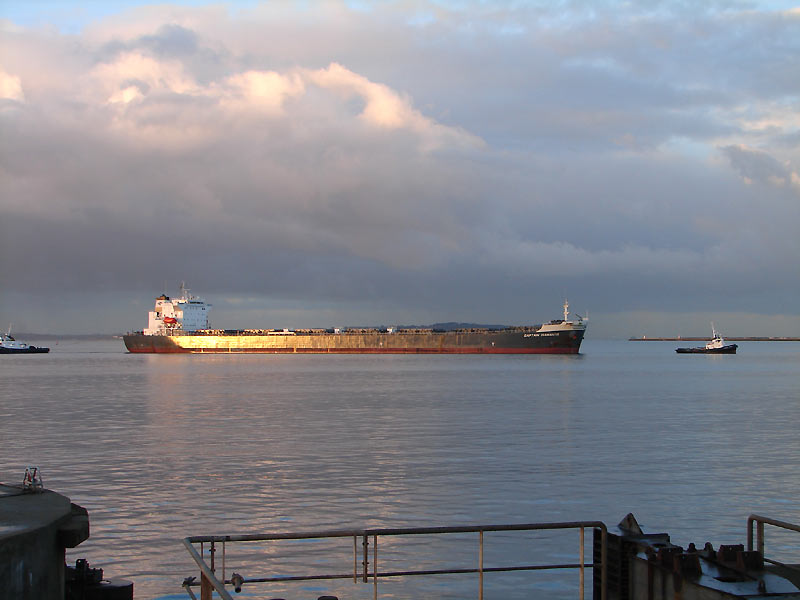
Le Captain Diamantis, transporteur vrac / minerai.
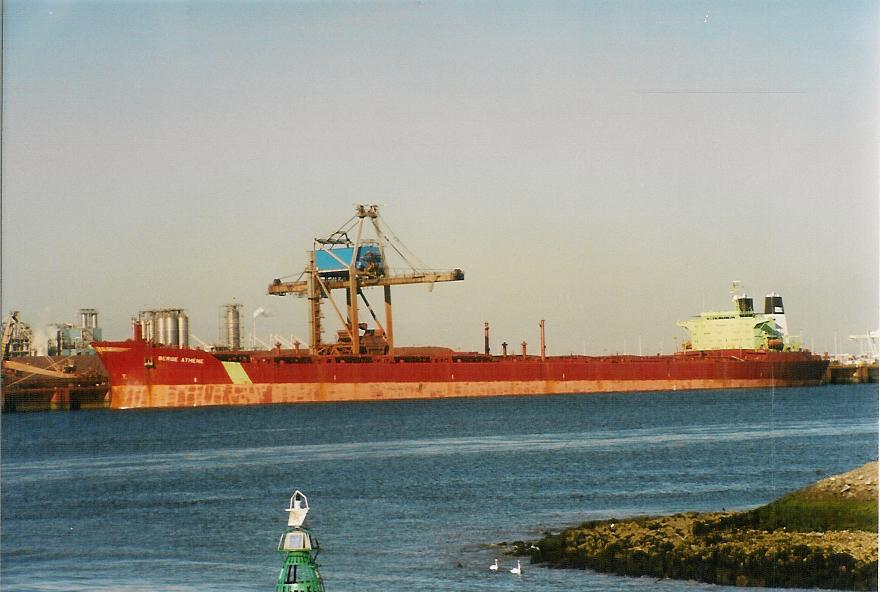
Berge Athen, vraquier non gréé de 225 000 tonnes.
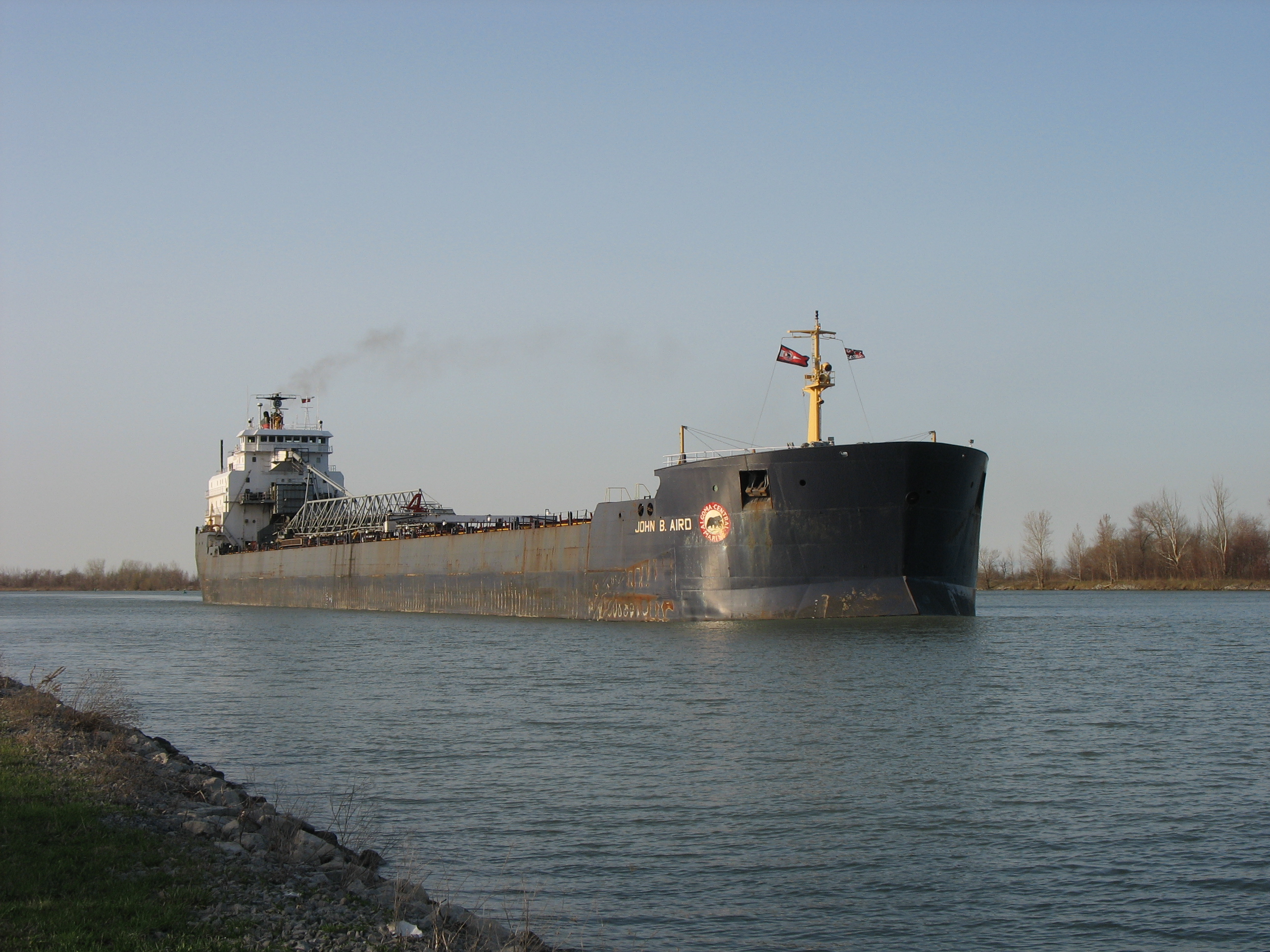
Le laquier John B. Aird autodéchargeant.
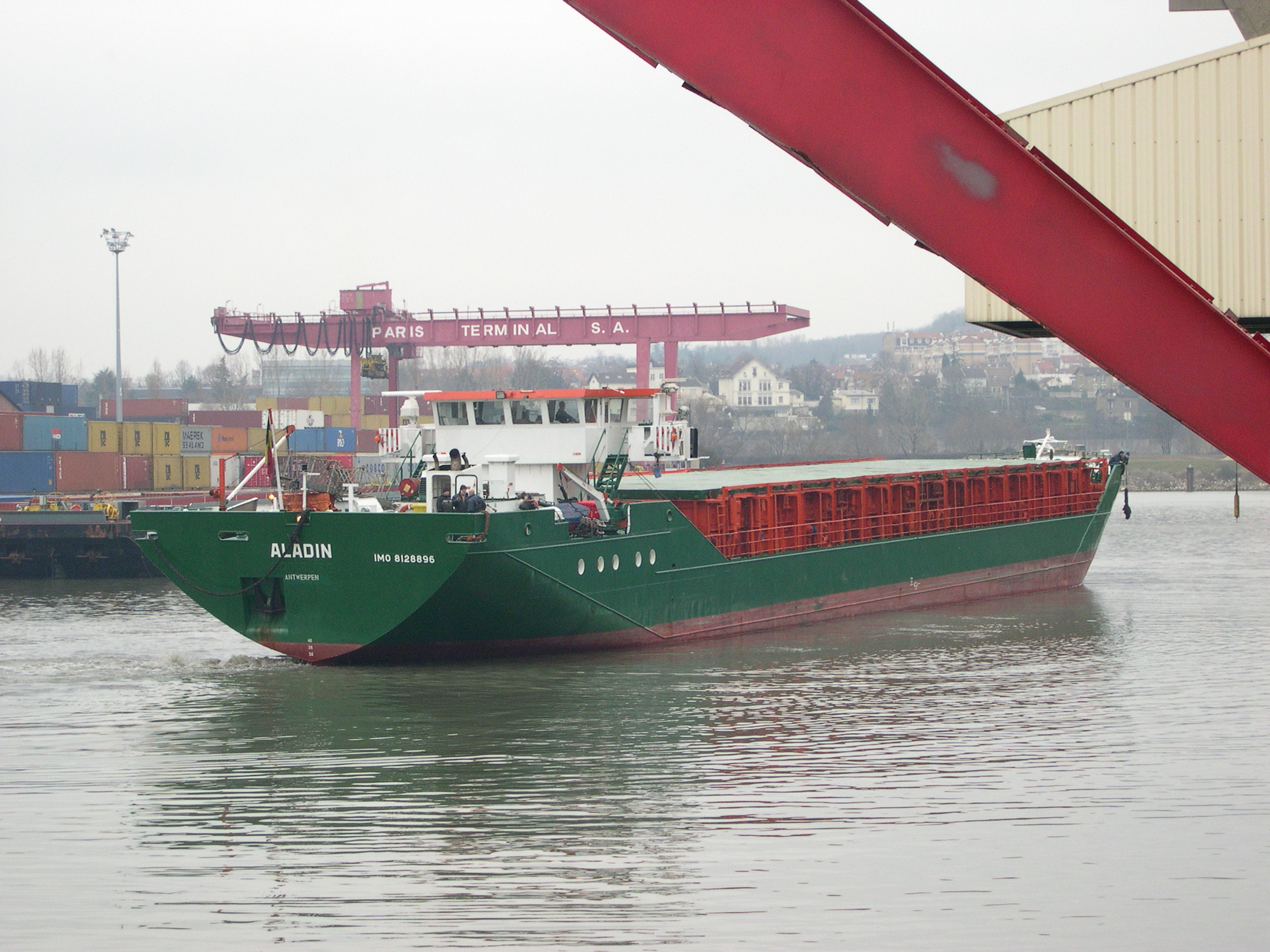
Aladin, mini-vraquier à faible tirant d'air.
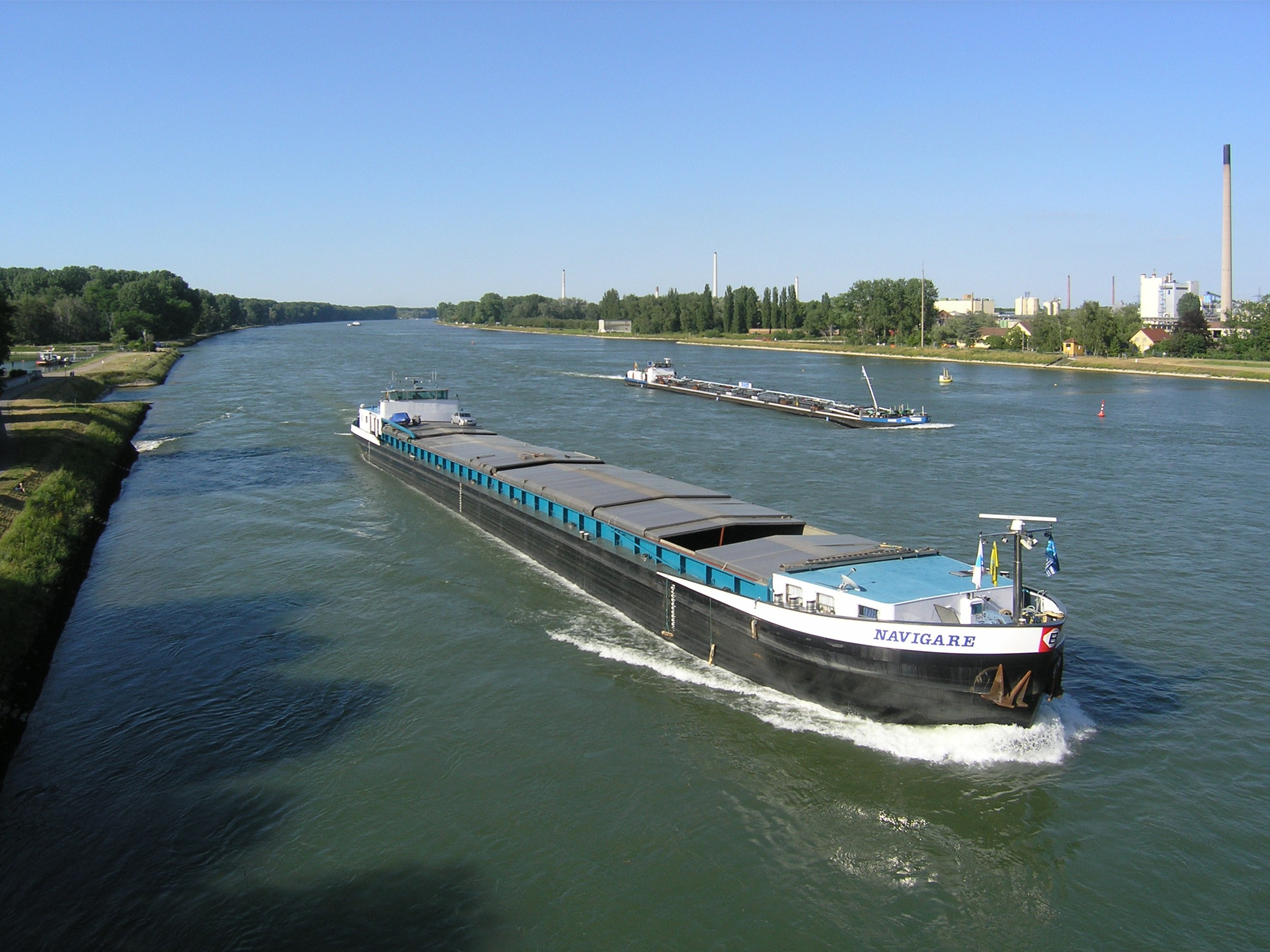
Navigare, péniche fluviale.
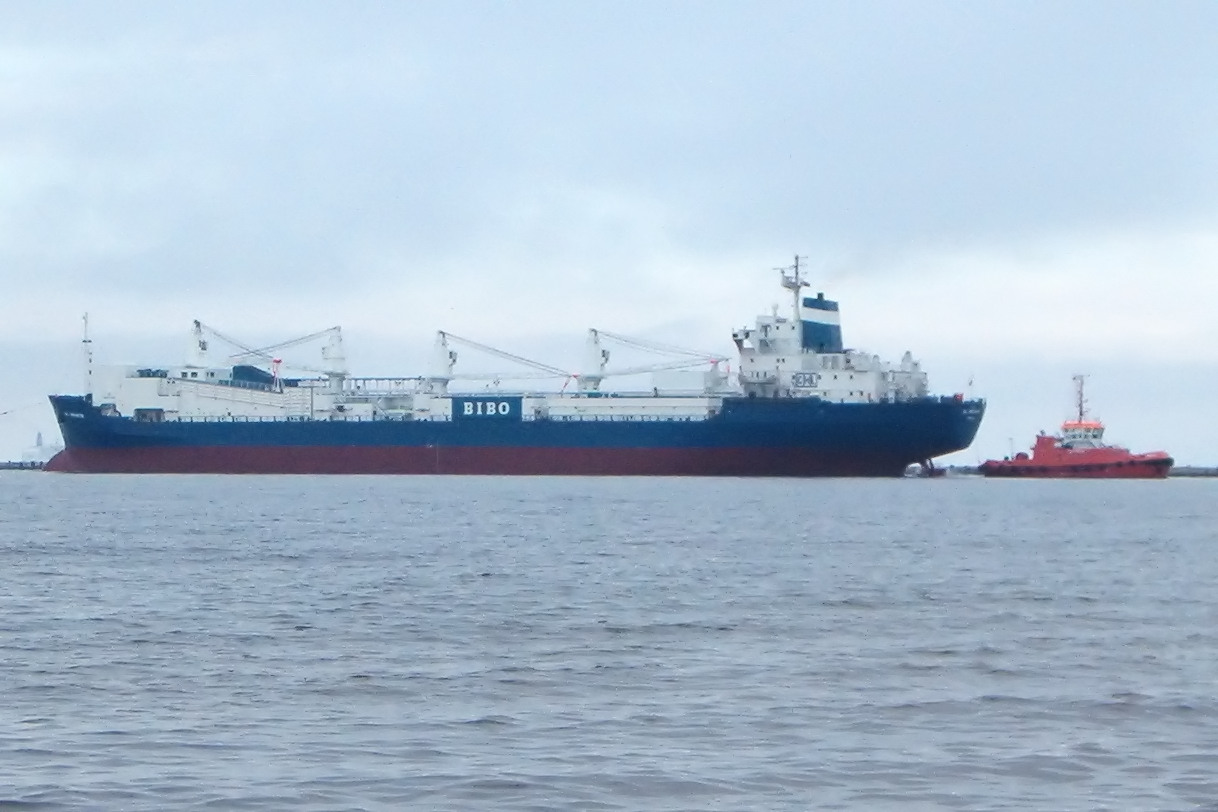
Le CHL Innovator, de type BIBO.

### État de la flotte mondiale
Le transport de vrac en mer a atteint d'immenses proportions : en 1996, 1 092 millions de tonnes de minerai de fer, de charbon, de grains, de bauxite et de phosphate étaient ainsi transportés, s'ajoutant à 703 millions de tonnes d'acier, de ciment, de fonte, d'engrais et de sucre.
Début 2004, la flotte mondiale des vraquiers comprenait 5 849 navires d'une capacité totale de 303,2 millions de tonnes. Parmi eux, l'immense majorité était des vraquiers « purs » (5 632 navires d'une capacité de 279,2 millions de tonnes) ; on comptait aussi 157 minéraliers d'une capacité de 20,7 millions de tonnes, et 101 vraquiers opérant sur les Grands Lacs d'une capacité de 3,3 millions de tonnes. Au total, les vraquiers représentent 33 % de la flotte mondiale pour ce qui est du tonnage et 13 % pour ce qui est du nombre de navires.
La flotte peut aussi être divisée selon les tailles et les pavillons des navires ; dans la plupart des statistiques, seuls les navires de plus de 10 000 tonnes sont considérés :
| Taille (port en lourd) | En service | En service    | Commandés | Commandés     |
| Taille (port en lourd) | Navires    | Port en lourd | Navires   | Port en lourd |
| ---------------------- | ---------- | ------------- | --------- | ------------- |
| Handysize              |            |               |           |               |
| 10 - 20                | 613        | 9 631         | 16        | 222           |
| 20 - 25                | 504        | 11 720        | 1         | 21            |
| 25 - 30                | 769        | 21 329        | 35        | 995           |
| Handymax               |            |               |           |               |
| 30 - 40                | 859        | 30 817        | 94        | 3 142         |
| 40 - 60                | 1 194      | 55 841        | 198       | 10 500        |
| Panamax                |            |               |           |               |
| 60 - 80                | 1 067      | 75 357        | 176       | 13 301        |
| Capesize               |            |               |           |               |
| 80 - 100               | 48         | 4 300         | 38        | 3 232         |
| 100 - 150              | 213        | 30 401        | 0         | 0             |
| > 150                  | 324        | 56 794        | 93        | 16 694        |
| Total                  | 5 591      | 296 290       | 651       | 48 107        |

| Pays          | Navires       | Pays                   | Navires |
| ------------- | ------------- | ---------------------- | ------- |
| Panama        | 1548          | Italie                 | 38      |
| Hong Kong     | 446           | Taïwan                 | 36      |
| Malte         | 438           | Indonésie              | 35      |
| Chypre        | 384           | Bulgarie               | 34      |
| Chine         | 362           | Cambodge               | 34      |
| Grèce         | 296           | Antigua-et-Barbuda     | 33      |
| Liberia       | 275           | Île de Man             | 31      |
| Bahamas       | 183           | Îles Caïmans           | 29      |
| Singapour     | 138           | Brésil                 | 28      |
| Corée du Sud  | 125           | Belize                 | 25      |
| Saint-Vincent | 112           | Croatie                | 25      |
| Turquie       | 108           | Antilles néerlandaises | 23      |
| Inde          | 85            | Bermudes               | 22      |
| Philippines   | 85            | Canada                 | 22      |
| Îles Marshall | 83            | Géorgie                | 22      |
| Thaïlande     | 57            | Vanuatu                | 22      |
| Norvège       | 51            | États-Unis             | 19      |
| Malaisie      | 45            | Royaume-Uni            | 18      |
| Russie        | 45            | Viêt Nam               | 18      |
| Iran          | 38            | Australie              | 16      |
| Total mondial | Total mondial | 5 679                  | 5 679   |

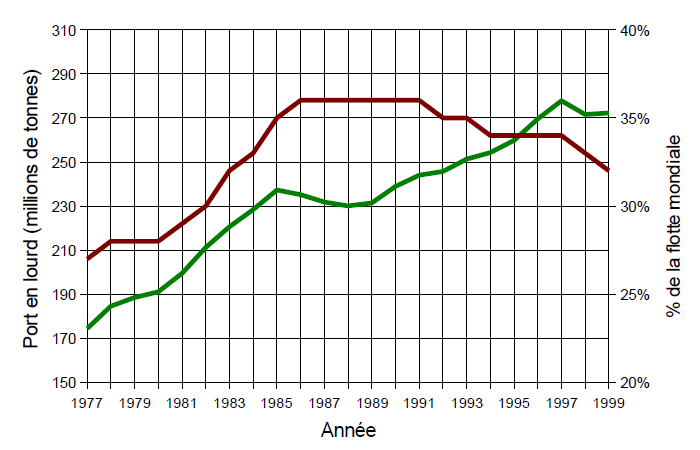
Évolution du port en lourd total des vraquiers (vert) et de la proportion des vraquiers dans la flotte mondiale (rouge) de 1977 à 1999.

Si la proportion des Handysize semble faible, il s'agit toutefois du secteur qui grandit le plus vite, notamment à cause des nouvelles réglementations qui rendent la construction de grandes unités plus difficile et plus coûteuse, mais aussi à cause de l'âge moyen de ces navires : près de 60 % ont 20 ans et plus, atteignant la fin de leur vie. Le prix d'un navire neuf en 2004 était d'environ 30 millions de dollars pour un Handymax, 35 millions pour un grand Panamax, et de 61 millions de dollars pour un Capesize de 170 000 tpl. Ces prix augmentaient d'environ 30 à 40 % par an depuis 2002. Les navires d'occasion âgés de cinq ans coûtaient, la même année, 30, 41 et 57 millions de dollars respectivement pour les mêmes tailles. Les navires vendus à la démolition étaient vendus relativement chers, entre 340 et 350 US $ par tonne de déplacement lège. Les vraquiers démolis en 2004 représentaient 500 000 tonnes de port en lourd, soit 4,7 % des navires démolis, un chiffre exceptionnellement bas.
À titre indicatif, le taux de fret pour un Capesize transportant du charbon entre l'Amérique du Sud et l'Europe était de 15 à 25 US $ par tonne en 2005, entre 40 et 70 US $ par tonne pour un Panamax transportant des granulats entre le golfe du Mexique et le Japon, et de 18 à 28 US $ par tonne pour un Panamax transportant du charbon entre l'Afrique du Sud et l'Europe. Les taux d'affrètement en « charter » variaient, au cours de l'année 2005, entre 40 et 70 000 US $ par jour pour un Capesize, 20 à 50 000 US $ par jour pour un Panamax et 18 à 30 000 US $ par jour pour un Handymax.
Au 1er janvier 2008, 626 navires de plus de 150 000 tonnes étaient en service. De nombreuses commandes de nouveaux navires ont été passées (575 navires étaient en commande en octobre 2008). Le prix moyen d'un Capesize a augmenté, passant de 65 millions de dollars en 2006 à 100 millions en 2008.

## Opération

### Équipage

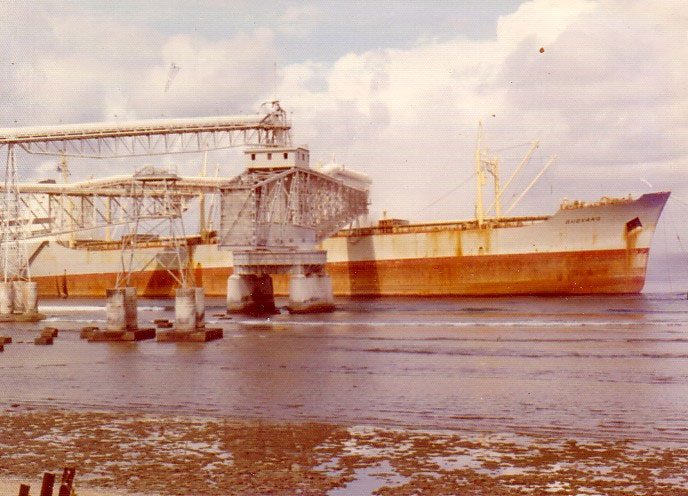
Chargement de phosphates.

L'équipage comprend de 20 à 30 personnes, sauf sur les plus petits où il se retrouve réduit à huit marins environ. Les plus grands ont jusqu'à 36 membres d'équipage. Celui-ci comprend le commandant, le second capitaine et un ou deux lieutenants à la passerelle ; le chef mécanicien assisté du second mécanicien et d'officiers mécaniciens supplémentaires à la machine ; un maître d'équipage et des matelots au pont. Suivant les besoins, on trouvera également un officier électricien, des graisseurs, un cuisinier, un garçon pour le service, et suffisamment de matelots pour assurer les manœuvres. Il est très rare que ces navires prennent des passagers.
Face aux déclarations de certains armateurs mettant en cause le peu de compétence des équipages de vraquiers pour expliquer les accidents des années 1990, une étude a recherché l'impact de différents facteurs sur l'efficacité et la compétence de l'équipage. L'étude révéla que les équipages des vraquiers montraient les plus mauvais scores comparés à ceux d'autres types de navires ; sur les vraquiers, les meilleurs équipages se trouvaient sur les navires les plus jeunes et sur les Capesize ; on trouvait aussi de meilleurs scores sur les navires bien entretenus, et sur ceux sur lesquels le moins de langues différentes étaient parlées. On peut toutefois noter que ces « scores » sont aussi dus à l'armateur qui est responsable de l'âge et de l'entretien de ses navires.
Parmi les nationalités, le secteur des vraquiers emploie principalement des matelots chinois, à l'opposé des Philippins que l'on retrouve plutôt sur les méthaniers. On compte aussi moins d'officiers : un vraquier mini-bulker comporte en moyenne 9 personnes dont 2 à 3 officiers de pont ; un Handysize 23 personnes dont 4 officiers de pont ; un Handymax, un Panamax ou un Capesize 24 personnes dont 4 officiers de pont ; sur un méthanier de même taille, on trouve en moyenne deux personnes supplémentaires dont un officier. Les officiers proviennent souvent des pays de l'OCDE mais leur composition n'est guère homogène : sur deux tiers des navires, on trouve au moins 2 nationalités différentes.

### Voyages

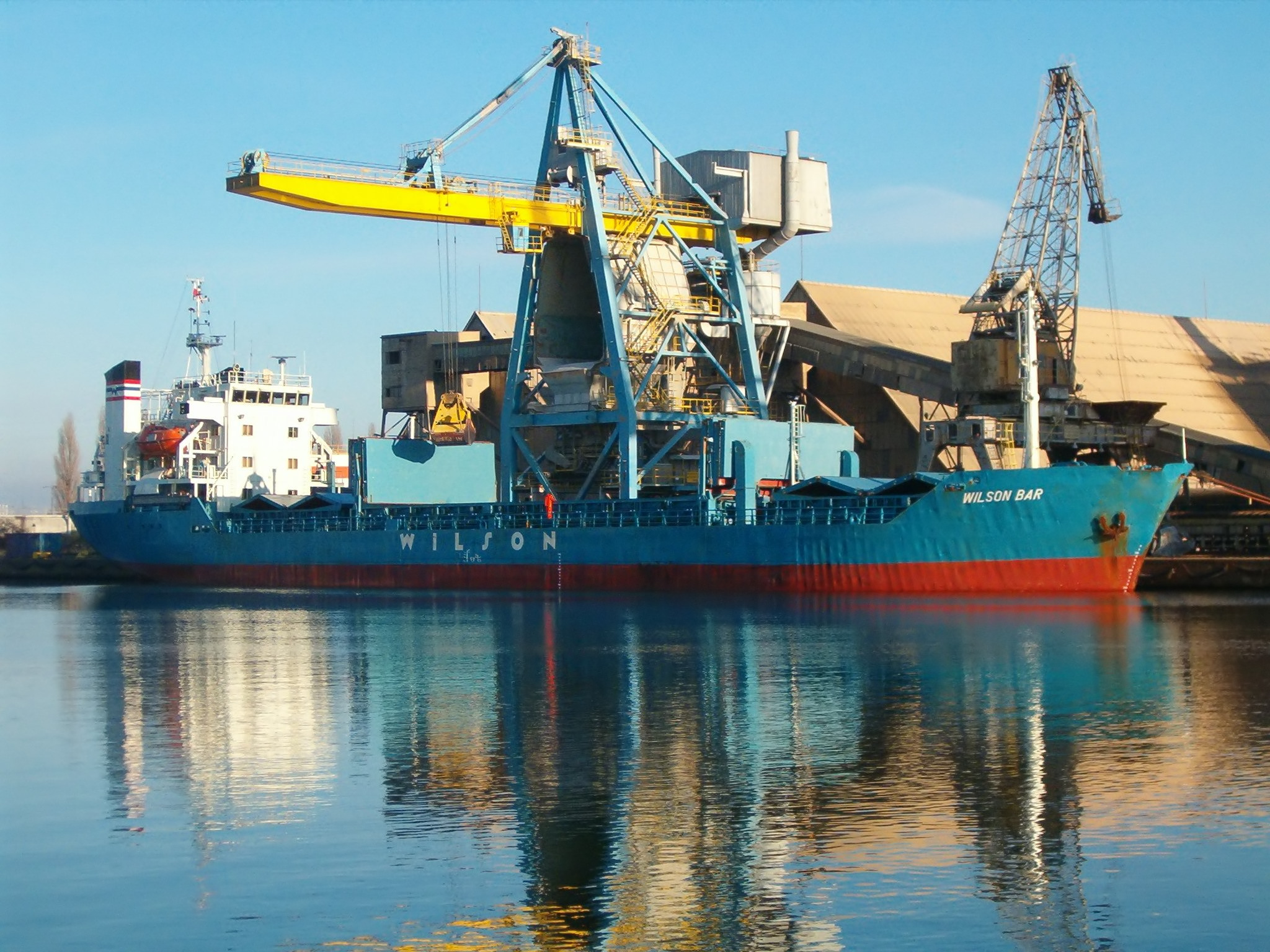
Le Wilson Bar chargé par un portique à Gdańsk.

Les trajets des vraquiers sont variables et dépendent de leur cargaison, qui varie elle-même au cours de l'année. Par exemple, un transporteur de grain sera particulièrement sollicité après les récoltes ; une fois cette période terminée, il pourra transporter d'autres cargaisons ou travailler sur une ligne différente. Pour les caboteurs, il est fréquent qu'un navire se retrouve sans destination précise jusqu'à ce qu'il ait son chargement.
Les vraquiers passent plus de temps au port que les autres navires : 55 heures pour un mini-bulker ou 35 heures pour un transporteur de bois de même taille ; on peut comparer ceci aux 12 heures nécessaires pour un porte-conteneurs, 15 heures pour un transporteur de véhicules ou 22 à 26 heures pour un grand pétrolier. Pour des navires plus grands, le temps passé au port monte à 74 heures pour un Handymax et 120 heures pour un Panamax, ce qui a l'avantage de laisser à l'équipage le temps de descendre à terre. Quelle que soit la méthode utilisée (grues du port ou du navire), la cargaison est lente à charger comme à décharger. La même étude que précédemment concluait, en étudiant les voyages d'un mini-bulker, que le temps de chargement moyen était la moitié du temps de déchargement.

### Chargement / déchargement

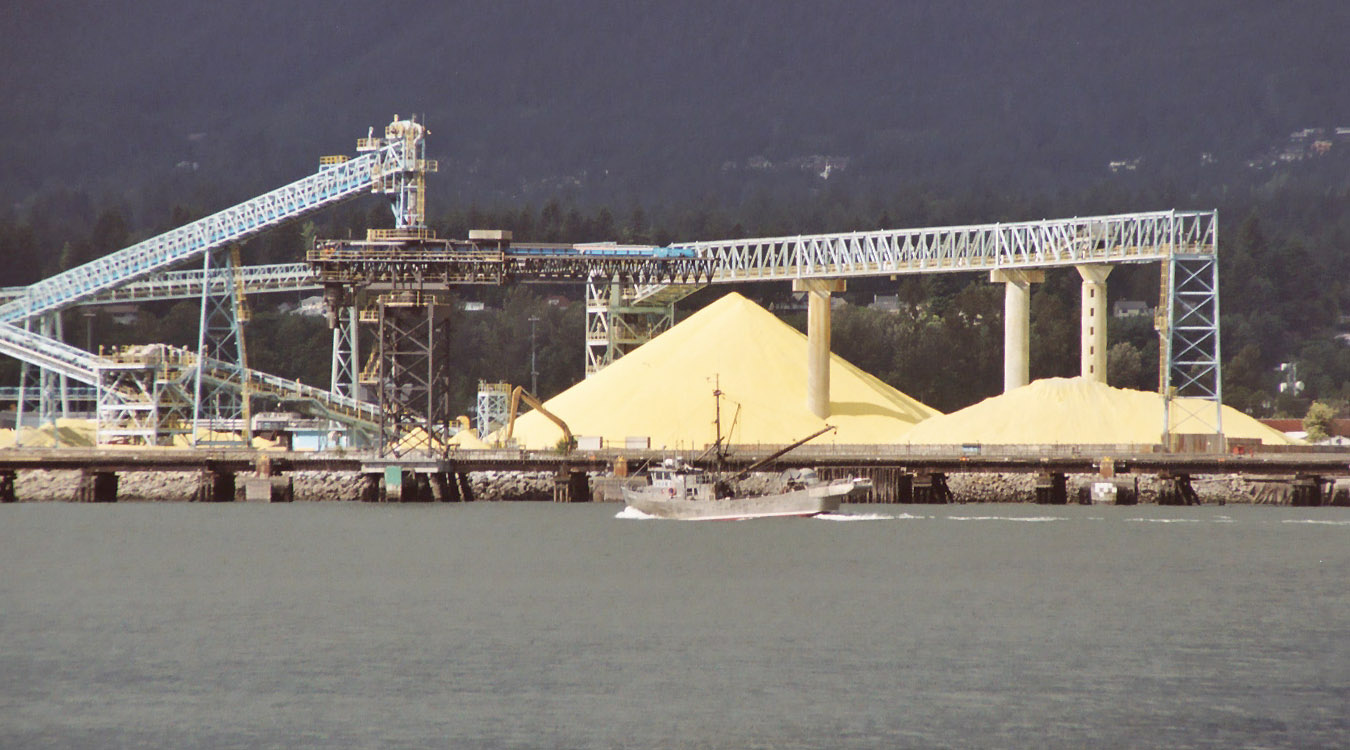
Soufre en attente de chargement à Vancouver ; le chargement se fait « à la sauterelle ».

Plusieurs méthodes peuvent être employées pour le chargement de la cargaison :
- dans les ports les moins avancés, la cargaison est chargée à la pelle ou par des sacs déversés par l'écoutille ; ce système tend à disparaître ;
- le chargement « à la sauterelle », en utilisant des bandes transporteuses (principalement pour le chargement) sont plus rapides mais ne sont pas adaptées à tous les types de chargement. Elles offrent aussi moins de flexibilité. Les taux de chargement typiques vont entre 100 et 700 tonnes par heure, bien que certains ports très avancés[Lesquels ?] offrent 6 000 tonnes par heure selon les cargos ;
- les grues à double articulation sont les plus classiques ; elles disposent alors d'une benne avec une trémie ou d'un grappin ; la cadence peut atteindre 1 000 tonnes par heure ;
- le système se développant le plus est celui utilisant des portiques munis d'une benne ; la cadence peut atteindre 2 000 tonnes à l'heure ;
- pour les navires autodéchargeants utilisant des bandes transporteuses, la cadence est de l'ordre de 1 000 tonnes à l'heure.

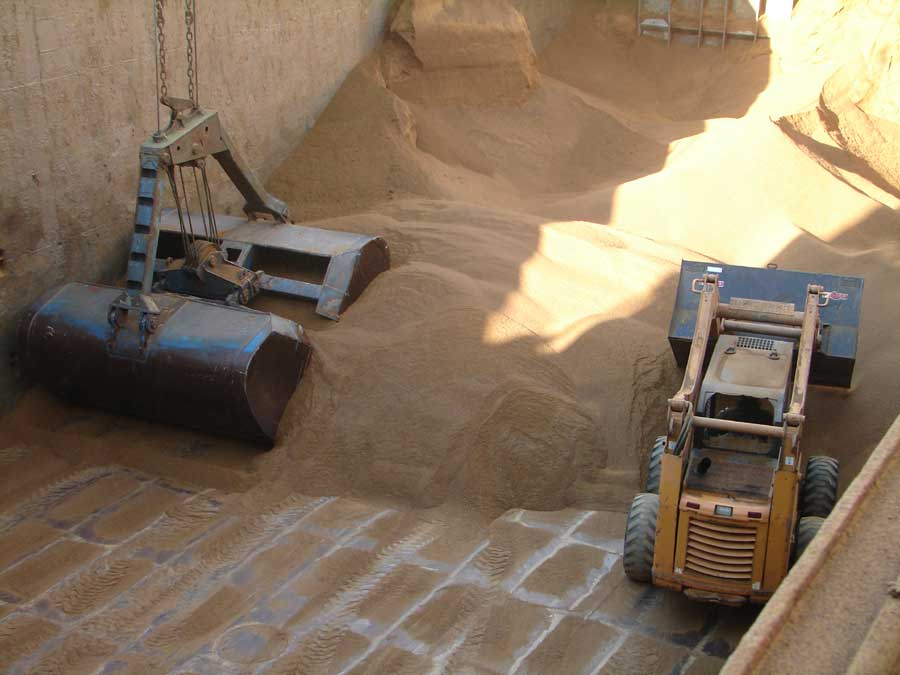
Le cargo Velox déchargeant du colza à Brest.

D'une manière générale, la cadence est limitée par la capacité de la benne (de 6 à 40 tonnes) et par la vitesse à laquelle la grue peut prendre un chargement, le déposer au terminal, et revenir prendre le suivant (avec un portique, ce temps est de l'ordre de 50 secondes).
Une fois le navire déchargé commence pour l'équipage la pénible tâche du nettoyage des cales, en particulier si la cargaison suivante est d'un type différent ; ce travail est d'autant plus difficile que les cales sont immenses et que la cargaison est souvent sale. Le chargement peut ensuite commencer. Au fur et à mesure que la cale se remplit, la cargaison doit être nivelée pour des raisons de stabilité (voir plus bas) : pour cela, des engins (pelleteuses, bulldozers ou chargeurs de type Bobcat, selon les moyens du port) sont en action et ramènent le chargement vers les côtés pour éviter qu'un cône ne se forme.
Idéalement, la cargaison devrait être parfaitement plane quand le navire prend la mer ; c'est encore plus important quand la cale n'est que partiellement remplie, car les risques de glissement sont accrus. Dans ce cas, des divisions longitudinales peuvent être ajoutées, ainsi que des points d'amarrages sous la forme de planches de bois posés par-dessus une épaisseur de couverture, attachés par des chaînes ou des câbles métalliques. Si la cale est entièrement remplie, l'espace immédiatement en dessous de l'écoutille est légèrement creusé (creux de l'ordre de 1,5 m) et recouvert de sacs ou de poids.
Déchargement du Zaira à Rotterdam.

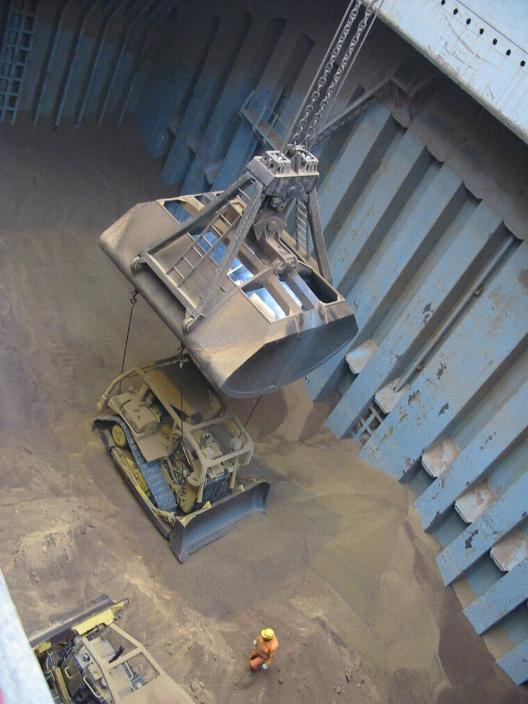
Chargement d'un chouleur avant de commencer.
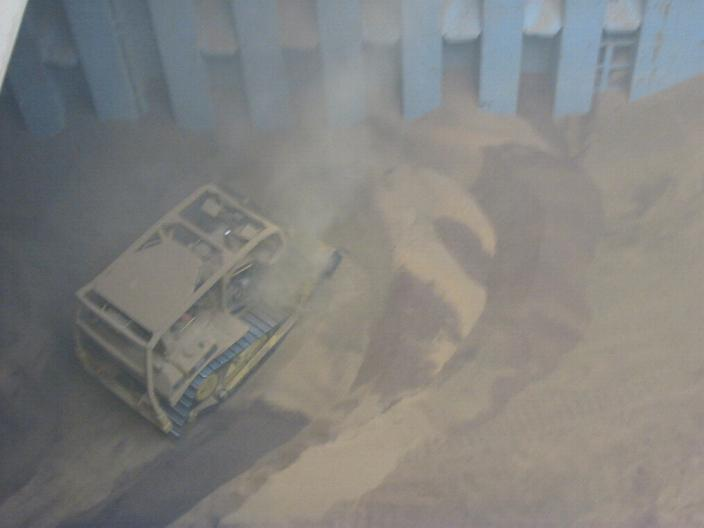
Le chouleur rentre en action pour amener la cargaison au centre…
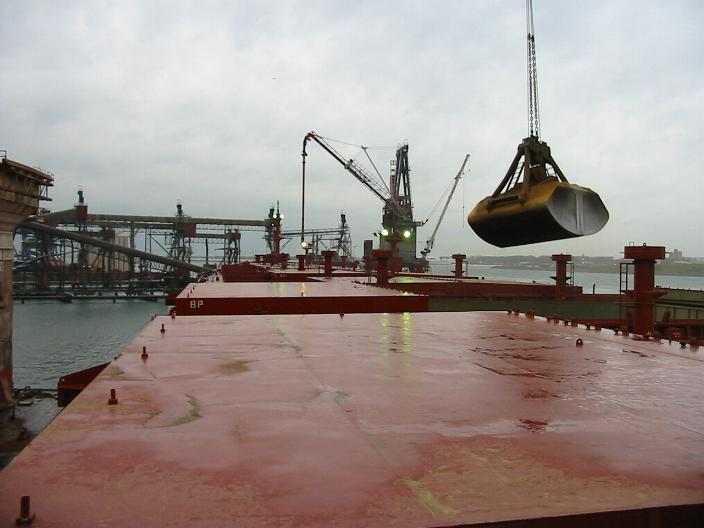
… pendant que la benne, descendue par un portique, saisit son chargement…
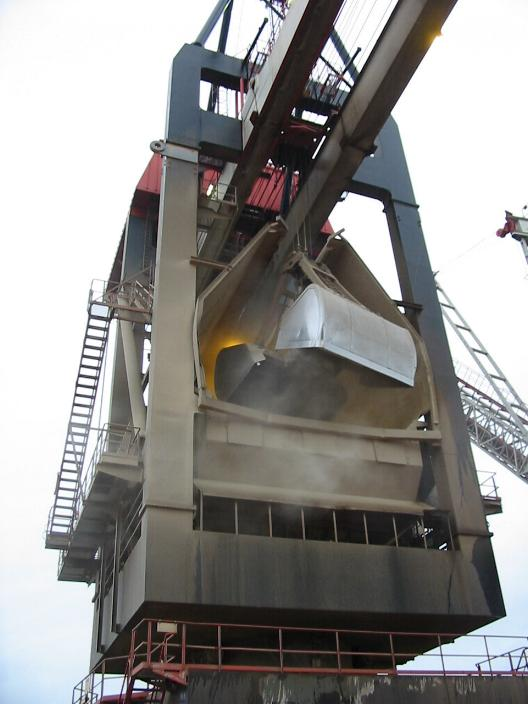
… qui sera déchargé dans une trémie à terre.

### Armateurs et constructeurs
En France, on trouve les armateurs suivants : Agence maritime de l'Ouest, Armement Secam, Fret SA (Groupe LDA), MN- Compagnie maritime nantaise, Bretonne de cabotage et surtout Louis Dreyfus Armateurs et sa filiale Cetragpa. Ils exploitent une soixantaine de navires sous différents pavillons, dont 7 de 170 000 tonnes sous pavillons belges (5) et français (2) ; l'essentiel du trafic des plus petits est concentré sur le cabotage européen.
Parmi les grands armateurs mondiaux, on peut noter Gearbulk (international), Atlantska Plovidba en Croatie, Cornships en Turquie, Elcano en Espagne, Fednav au Canada, H. Vogemann à Hambourg, Portline au Portugal, Stephenson Clarke Shipping Ltd. à Newcastle upon Tyne, Torm au Danemark.
Les principaux constructeurs sont en Asie, tels que Daewoo et Hyundai Heavy Industries en Corée du Sud, Dalian Shipyard (en), Chengxi et Shanghai Waigaoqiao en Chine, Oshima Shipbuilding, Sanoyas Hishino Meisho (en) au Japon, China Shipbuilding Corp. (en) à Taïwan.

## Architecture

Plan de formes d'un minéralier Capesize des années 1990.
Coupe au maître typique pour un vraquier à simple coque et double fond.

| Cargaison       | Remplissage m³ / tonne | Masse volumique tonnes / m³ |
| --------------- | ---------------------- | --------------------------- |
| Minerai de fer  | 0,34 - 0,42            | 3 - 2,42                    |
| Bauxite         | 0,79 - 0,99            | 1,29 - 1,33                 |
| Phosphate       | 0,91 - 0,96            | 1,12 - 1,06                 |
| Charbon         | 1,2 - 1,36             | 0,85 - 0,75                 |
| Grains (lourds) | 1,2 - 1,42             | 0,85 - 0,72                 |
| Grains (légers) | 1,56 - 1,7             | 0,65 - 0,6                  |
| Général         | 0,69 - 0,82            | 1,47 - 1,24                 |

La conception d'un vraquier dépend largement de la cargaison qu'il est appelé à transporter, et en particulier de la masse volumique de celle-ci (voir tableau ci-contre) : le poids sera un facteur décisif pour un minéralier, qui devra aussi être renforcé, alors qu'un transporteur de charbon sera limité d'abord par le volume disponible.
Pour un tonnage donné, le second facteur influençant les dimensions est la taille des ports, qui limitent le tirant d'eau et la longueur. Les canaux (comme le canal de Panama) limitent avant tout la largeur. D'une manière générale, le ratio (longueur/largeur) se situe entre 5 et 7, pour une moyenne vers 6,2 ; le ratio longueur/creux sera compris entre 11 et 12.

### Forme de coque et machinerie
Les vraquiers étant relativement lents, leur coque a souvent un grand coefficient de bloc, avec une coupe au maître de forme rectangulaire. Afin de faciliter la construction, la majeure partie de la coque n'a qu'une simple courbure. Un bulbe d'étrave, souvent ramassé, réduit la résistance de vague, mais les plus gros vraquiers ont généralement une simple étrave verticale. Le poids à vide se situe entre 20 % (Handymax) et 12 % (Capesize) du port en lourd.
La salle des machines est habituellement située à l'arrière, sous le château, et au-dessus des réservoirs de fioul pour limiter la longueur des tuyauteries. Les grands vraquiers (à partir de la taille Handymax) possèdent un moteur Diesel deux temps entraînant directement une hélice unique. Un alternateur est couplé directement à l'arbre d'hélice, et un générateur auxiliaire est utilisé au port. Sur les plus petits navires, un ou deux Diesel quatre temps sont utilisés, couplés à l'arbre d'hélice par une boîte de vitesses ; ils incluent aussi un propulseur d'étrave, quasiment inutile sur les plus gros navires. La vitesse moyenne des Panamax et Capesize est de l'ordre de 14,5 nœuds, et la vitesse de rotation de l'hélice est peu élevée, vers 90 tours par minute.
Vers la fin des années 1970 et le début des années 1980, la propulsion au charbon a été considérée comme une alternative viable dans une période de hausse de prix du pétrole. La compagnie Australian New Lines avait ainsi fait construire le River Boyne de 74 700 tonnes, d'une puissance de 19 000 chevaux, propulsé à la vapeur et utilisant le charbon comme combustible. L'avantage financier est clair pour les transporteurs de bauxite et produits similaires ; cependant, le faible rendement de ces moteurs, les difficultés de maintenance dues à l'encrassement important et les coûts d'installation élevés condamnèrent cette innovation.

### Panneaux de cale

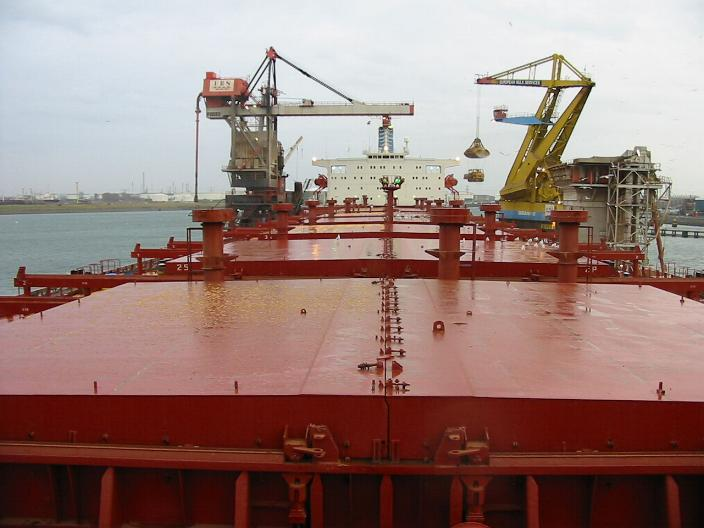
Vue des panneaux de cale coulissants du Zaira.

Les panneaux de cale doivent être aussi grands que possible pour permettre un déchargement aisé de la cargaison ; en revanche, de grandes ouvertures dans le pont induisent des contraintes supplémentaires en flexion, et nécessitent des renforts, donc un surpoids. En général, les écoutilles font entre 45 % et 60 % de la largeur du pont et 57 % à 67 % de la longueur des cales. La plupart des cales s'ouvrent simplement en basculant vers l'avant et l'arrière, ou en glissant latéralement. Leur étanchéité est un point de première importance, car il suffit d'une inondation dans la cale avant à la suite d'un panneau défectueux pour que l'ensemble du navire sombre. Le principal fabricant de panneaux est MacGregor.
Depuis le rapport ayant suivi l'accident du MV Derbyshire, la réglementation concernant les panneaux de cale a évolué : la conférence Load Lines 66 imposait une charge de 1,74 t/m2 due à l'eau de mer et un échantillonnage minimal de 6 mm pour le dessus des panneaux. L'IACS introduisit ensuite l’Unified Requirement S21 (URS21) en 1998, où la pression due à l'eau de mer est une fonction entre autres du franc-bord et de la vitesse, spécialement pour les panneaux situés sur le quart avant du navire.

### Structure de la coque

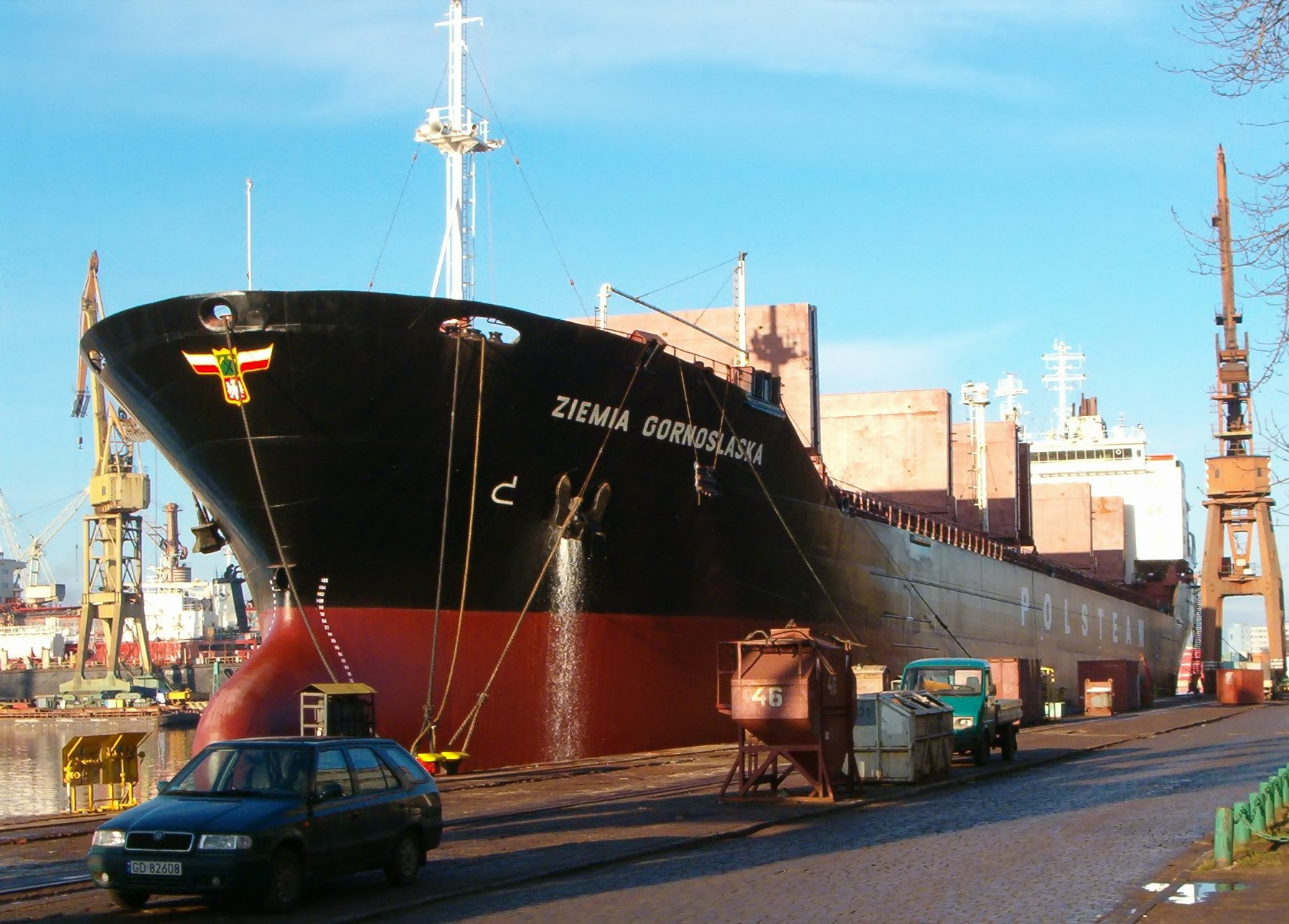
Le Ziemia Gornoslaska disposant de panneaux basculants.

La coupe au maître d'un vraquier est typique : des ballasts sont arrangés dans le double fond et dans les coins inférieurs et supérieurs des cales, ces coins étant renforcés. Leur angle est fonction du type de cargo : il sert à empêcher la cargaison de se déplacer sur le côté sous l'effet des mouvements en mer. Un tel mouvement peut sérieusement compromettre la stabilité du navire. La hauteur du double fond doit être suffisante pour laisser passer les tuyauteries et les câbles, ainsi que le passage des marins pour la maintenance et l'inspection.
La coque est en acier, habituellement en acier doux bien que certains constructeurs aient privilégié l'acier à haute résistance récemment afin de réduire le poids à vide. En revanche, l'utilisation intense d'acier à haute résistance pour les renforts longitudinaux et transversaux peut réduire la rigidité de la coque et la marge de sécurité par rapport à la corrosion. L'acier forgé est utilisé pour les pièces telles que la mèche de gouvernail ou le support d'arbre d'hélice. Les cloisons transversales sont en tôles ondulées, renforcées à leur pied et aux différentes liaisons.
La société de classification Det Norske Veritas a proposé d'utiliser un sandwich béton / acier, en utilisant un béton léger de 900 kg/m3 renforcé avec du verre recyclé. L'avantage est d'avoir le bénéfice d'une double coque mais avec une épaisseur réduite et une plus grande résistance à la compression et la quasi-élimination de la corrosion, grand problème sur les vraquiers. En revanche, les flancs ne sont plus disponibles pour les ballasts, ce qui peut ralentir les opérations portuaires. Aucun navire n'a été construit de cette façon puisque l'OMI impose pour l'instant des épaisseurs minimales de double coque.

#### Échantillonnages

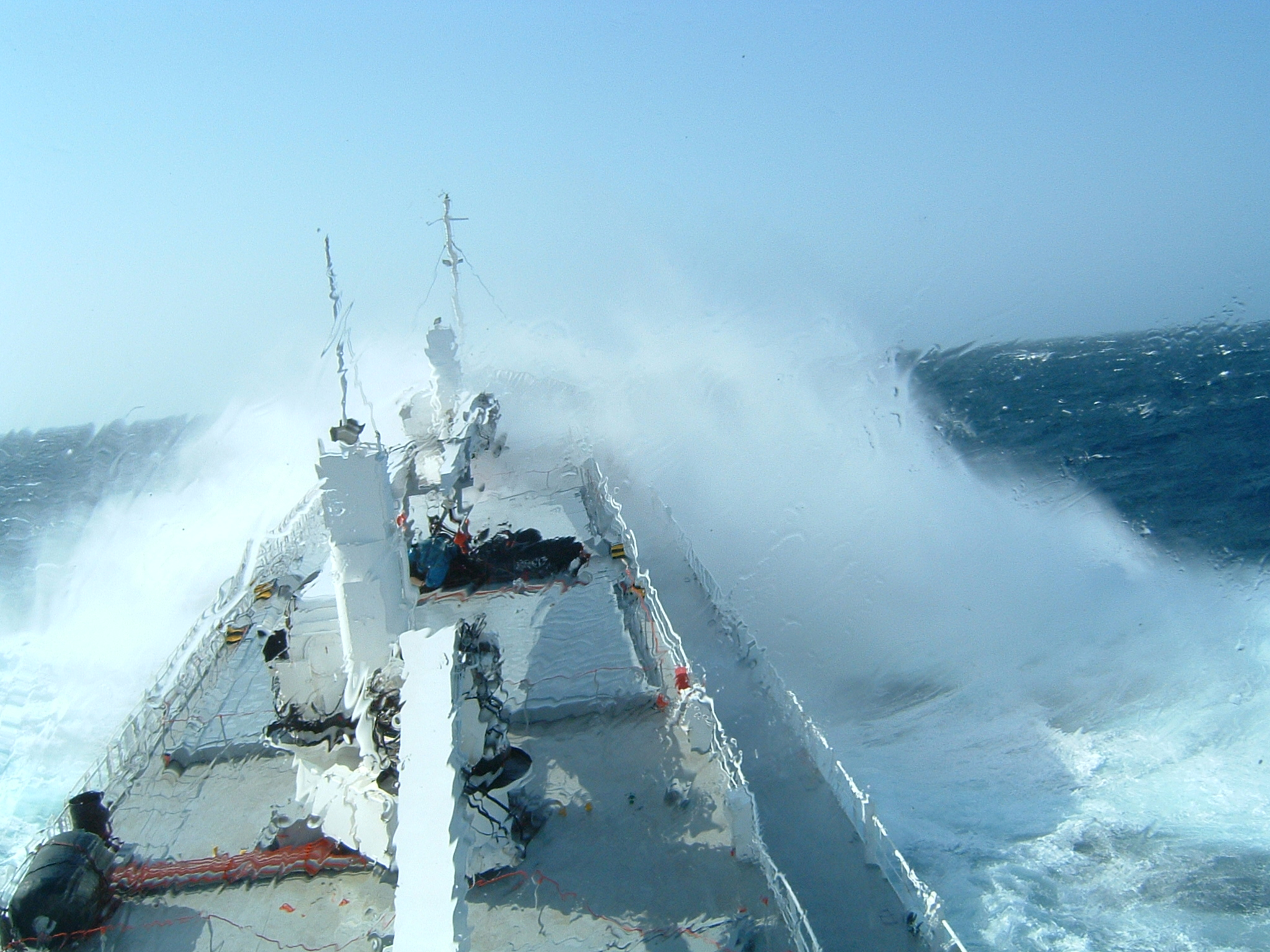
Illustration des conditions difficiles auxquelles peut être soumis le navire.

Les échantillonnages sont calculés d'après les conditions extrêmes que subira le navire dans sa vie :
- voyage sur ballast ;
- voyage à pleine charge, cargaison homogène ;
- chargement de minerai, ou chargement alterné (une cale vide alternant avec une cale pleine) ;
- chargement et déchargement au port, et cas où les cales ne sont chargées qu'à l'avant ou l'arrière du navire ;
- cas de surenfoncement temporaire, par exemple pour passer sous un pont.

Le principal facteur gouvernant la structure est la résistance longitudinale, mise à mal par la grande longueur. Récemment, les calculs de structure informatisés se sont répandus, en utilisant notamment des méthodes par éléments finis.
Les principaux endroits où les vraquiers subissent des contraintes, et donc où la structure doit être spécialement étudiée, sont :
- le fond des cales, à l'impact (lors de la chute du début du chargement) comme à la pression (à la fin du chargement) ;
- les panneaux de cales et le pont principal en général, travaillant aussi bien en extension qu'en compression ;
- le pied et le sommet des cloisons entre les cales, ainsi que les cloisons elles-mêmes lorsqu'une seule cale est chargée ;
- le pied des citernes, en particulier les angles.

Pour les longs vraquiers des Grands Lacs s'ajoute le problème de résonance entre la coque et les vagues (springing), qui entraîne des fractures de fatigue.
Depuis le 1er avril 2006, les Common Structral Rules de l'IACS (International Association of Classification Societies) sont entrées en vigueur. Elles s'appliquent aux vraquiers de plus de 90 m, et imposent un échantillonnage net (après corrosion), la prise en compte des conditions de l'Atlantique Nord et les contraintes dynamiques du chargement. Elles imposent aussi des marges pour la corrosion allant de 0,5 à 0,9 mm.

### Double coque
La double coque s'est répandue rapidement dans les dix dernières années[Quand ?], sans pour autant devenir le standard (à l'opposé des pétroliers où elle est imposée depuis 1992). Elle consiste essentiellement à ajouter une épaisseur au bordé, puisque le fond est déjà double sur tous les navires. Un avantage de la double coque est de permettre de placer tous les éléments structurels à l'intérieur des flancs et non pas dans les cales directement, ce qui permet d'augmenter l'espace de stockage et de réduire le temps de nettoyage (l'amélioration est estimée à 10 % pour le charbon). L'accès aux cales est aussi facilité et la capacité de ballastage est agrandie, ce qui est utile pour le transport de marchandises légères.
Une conception hybride est appelée Hy-Con, où seules les cales avant et arrière sont à double coque, le reste n'ayant qu'une simple coque (mais toujours un double fond). La masse de coque reste ainsi minimale tout en assurant une solidité optimale aux endroits sensibles. Cette technique a été appliquée notamment par le chantier japonais Oshima sur des Handymax.
L'utilité de la double coque est toutefois remise en cause, notamment car la décision de promouvoir les doubles coques serait essentiellement mue par des motivations commerciales et non architecturales ; dans certains cas, les parois intérieures pourraient bénéficier d'un échantillonnage moindre, augmentant potentiellement les problèmes de corrosion. L'inspection, par exemple pour surveiller la corrosion, est aussi moins facile. Malgré ces oppositions, l'obligation d'avoir une double coque est entrée en vigueur fin 2005 pour les Panamax et les Capesize.

## Sécurité

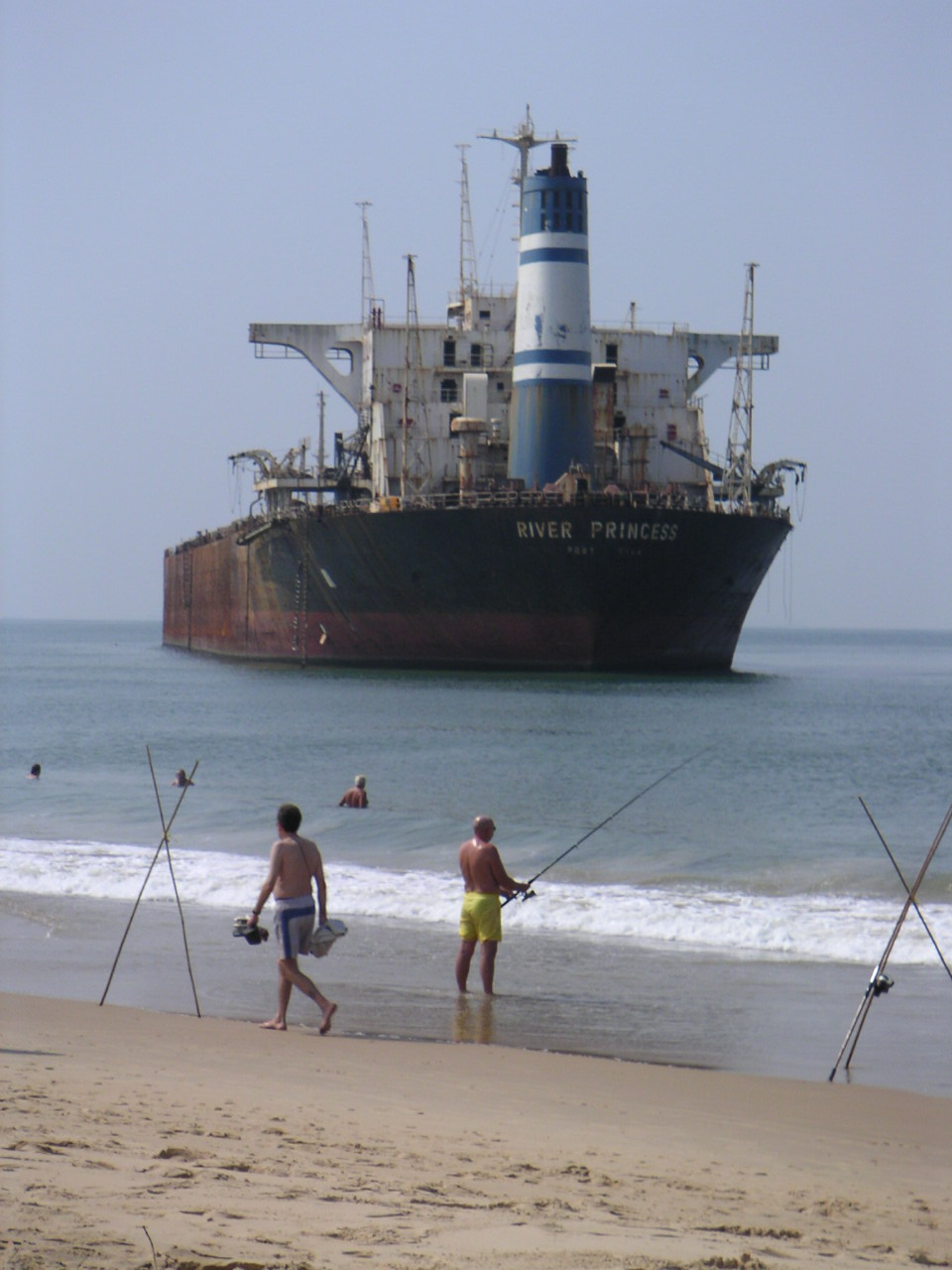
Le River Princess échoué à Goa en 2000.

La sécurité des vraquiers a été mise à mal dans les années 1980 et 1990 ; de nombreux navires coulèrent pendant cette période (une centaine entre 1990 et 1997), souvent de manière très rapide, ne permettant pas à l'équipage d'en réchapper : plus de 650 marins ont été perdus en mer durant cette même période. De nombreuses résolutions internationales ont paru durant les années 1990, notamment à la suite de l'enquête à propos du naufrage du MV Derbyshire.

### Problèmes de stabilité
Un danger qui guette les vraquiers est le glissement de la cargaison. Ceci est encore plus marqué quand du grain est transporté, car il se tasse pendant le voyage, créant un espace vide entre le haut de la cargaison et le plafond de la cale. La cargaison est alors libre de bouger d'un côté à l'autre sous l'effet du roulis. Le navire prend alors de la gîte, ce qui fait glisser (riper) le reste de la cargaison ; par réaction en chaîne, le navire peut ainsi chavirer très rapidement.
Pour limiter cet effet, les réglementations de 1960 (modifiées en 1969) imposaient déjà un certain nombre de règles. Au niveau de la structure, les citernes de ballast disposées dans les coins supérieurs empêchent un glissement trop important. Au niveau opérationnel, la cargaison doit être nivelée (grâce à des engins travaillant directement dans les cales), ce qui réduit les poches d'air et potentiellement l'oxydation et l'effet « d'entonnoir », en particulier pour les cargaisons pouvant s'échauffer lorsque transportées en vrac : copeaux de bois, charbon ou fer obtenu par réduction directe.
Un autre risque est l'absorption d'humidité ambiante par certains cargos secs (notamment les concentrés et les granulats très fins) ; dans ce cas, une boue peut se former au fond, glissant aisément d'un bord à l'autre et créant un effet de surface libre particulièrement dangereux. La seule solution est de contrôler le taux d'humidité par une bonne ventilation et de vérifier les entrées d'eau potentielles.
Ces règles ont été appliquées très tôt, ainsi que le contrôle des marchandises dangereuses ; mais la recrudescence des accidents dans les années 1980-1990 a mis en évidence les problèmes de structure affectant les grands navires. En 1990, 20 vraquiers coulèrent (94 morts), suivis de 24 l'année suivante (154 morts).

### Problèmes structurels

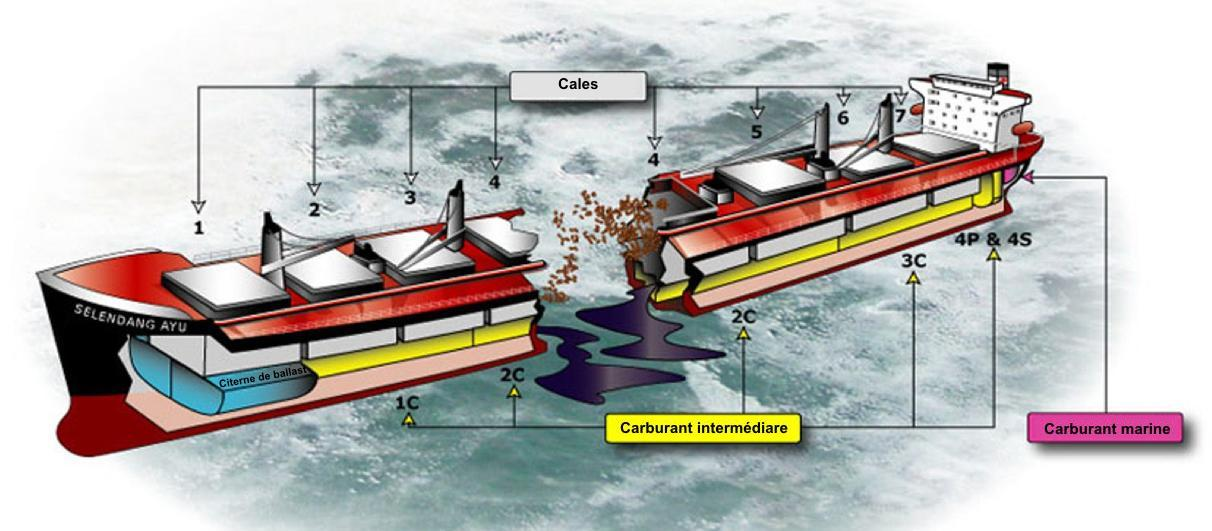
Diagramme montrant le naufrage du Seledang Ayu et les sources de pollution avec la fuite des réservoirs du double fond.

Les principales causes des accidents des années 1980 ont été analysées, montrant un enchaînement typique comme suit :
1. de l'eau de mer entre par la première écoutille en raison d'une vague particulièrement grande, d'un défaut d'étanchéité, de corrosion, etc. ;
2. le poids de l'eau ajouté à celui de la cargaison dans la cale no 1 fait céder la cloison la séparant de la cale no 2 ;
3. l'eau envahit la cale no 2, et fait prendre une telle assiette au navire que celui-ci embarque encore plus d'eau. L'immense taille des cales rend ce problème propre aux vraquiers ;
4. entraîné par sa vitesse, le navire coule en quelques instants, sans laisser à l'équipage le temps d'évacuer.

Les règlements en place auparavant imposaient une réserve de stabilité suffisante si une seule cale était remplie, mais ne prévoyaient pas le remplissage de deux cales. Le cas où deux cales arrière se remplissent n'est guère mieux, car la salle des machines est vite inondée, laissant le navire sans propulsion ; si deux cales milieux sont inondées, l'effort de flexion peut devenir tellement important que le navire se brise en deux.

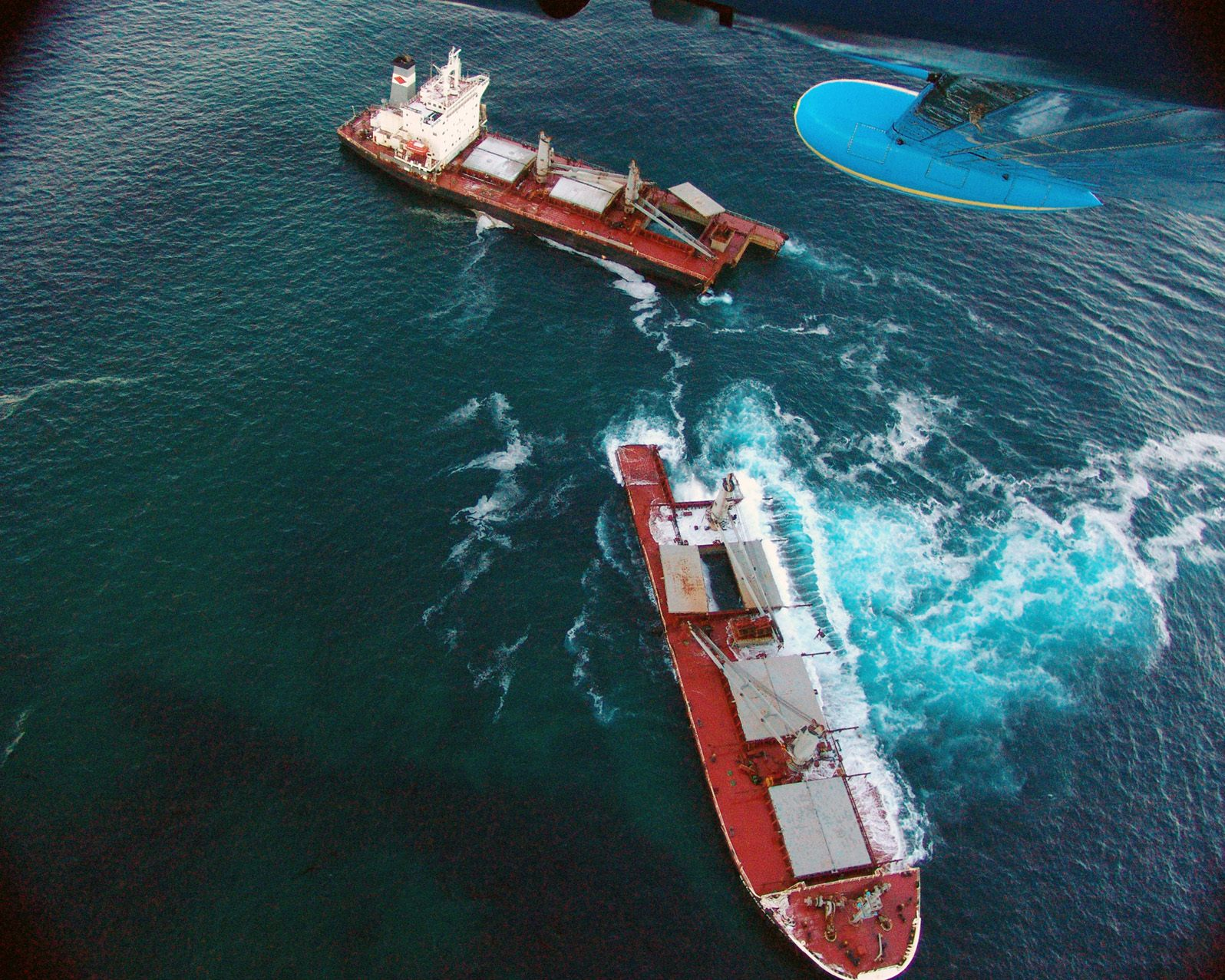
Le Seledang Ayu qui fit naufrage en décembre 2004 par fracture dans la cale no 4.

D'autres causes plus profondes furent découvertes :
- la plupart des naufrages impliquaient des navires de plus de 20 ans, principalement à cause du surplus de navires des années 1980, lui-même causé par une surestimation de l'évolution du commerce mondial ;
- la corrosion due à un manque d'entretien affectait l'étanchéité du bordé, des panneaux de cale et la résistance des cloisons : d'après l'IACS, 55 % des accidents mortels étaient dus à une avarie de tôle, et 33 % seulement à une défaillance humaine[27]. Cette corrosion est difficile à voir à l'inspection en raison de l'immensité de la surface à surveiller[note 2] ;
- les méthodes de chargement évoluées et dans certains cas la surcharge n'ont pas été prévus au moment de la conception, ce qui fragilise la structure principale, notamment en flexion ;
- l'utilisation d'acier à haute résistance à la traction (acier HR) récemment pose aussi des problèmes de corrosion (l'épaisseur utilisée est moindre mais il rouille aussi vite) et de vibration dans la houle courte, d'où des problèmes de fatigue ;
- d'après le Lloyd's Register, la principale cause était l'attitude des armateurs, laissant circuler consciemment des navires bons pour la casse, au mépris de la sécurité de l'équipage.

Les nouvelles règles adoptées dans Solas en 1997 se concentrèrent sur différents aspects tels que le renforcement des cloisons et de la charpente longitudinale, les inspections plus contraignantes (notamment en ce qui concerne la corrosion) et le contrôle systématique dans les ports. Depuis, les vraquiers sur lesquels sont imposés des restrictions (par exemple sur la nature de la cargaison) doivent afficher un triangle plein sur le côté de la coque.

### Sécurité de l'équipage

Lancement d'un canot de sauvetage à chute libre.

Depuis décembre 2004, les vraquiers de type Panamax et Capesize doivent disposer de canots de sauvetage à chute libre : ces canots se situent à l'arrière, derrière le château, et permettent une évacuation rapide de l'ensemble de l'équipage. Cependant, le système des canots à chute libre est contesté car, se trouvant plus loin du château par rapport aux canots habituels, il ralentit l'évacuation ; de plus, il y a la crainte d'accident lors de la chute du canot si les ceintures de sécurité ne sont pas attachées correctement (un risque concret en cas d'urgence).
Une autre possibilité est d'avoir des canots se détachant automatiquement si le navire coule, par exemple lorsqu'ils atteignent la surface de l'eau. Il permet aux marins n'ayant pas atteint le canot à temps avant le naufrage de nager plus facilement jusqu'à lui, et enlève le danger de la brusque accélération. Une autre proposition est de diviser le logement de l'équipage en modules qui peuvent se détacher automatiquement en cas de naufrage.
Une mesure de sécurité largement adoptée a été l'installation de détecteurs d'envahissement, informant la passerelle rapidement en cas d'infiltration d'eau et permettant de déclencher une évacuation plus précoce.

### Réglementation
En plus des réglementations habituelles s'imposant aux navires (Solas, Load Line 1966, Marpol 73/78…), les vraquiers sont également soumis à plusieurs règlements internationaux :
- la résolution de l'OMI : MSC 23(59), International Code for the Safety Carriage of Grain in Bulk ;
- résolution OMI A715, International Code of Safety Practice for Ships Carrying Timber Deck Cargoes 1991 ;
- Resolutions of the 1997 Solas Conference relating to bulk carrier safety (1999) ;
- le chapitre XII de Solas, adopté en 2004, est spécifiquement destiné aux vraquiers.
- les Common Structral Rules de l'IACS (International Association of Classification Societies) adoptées en décembre 2005 et qui sont entrées en vigueur le 1er avril 2006[20].

Il existe aussi des recommandations spécifiques :
- BLU Code, 1998 : Code of practice for the safe loading and unloading of bulk carriers ;
- BC Code, 2005 : Code of safe practice for solid bulk cargoes ;
- Guidelines on the enhanced program of inspections during surveys of bulk carriers and oil tankers (2001).

Chaque société de classification peut appliquer d'autres règles plus contraignantes, ainsi que les États.
Enfin, parmi les règlementations les plus récentes concernant les vraquiers, on trouve :
- la modification du chapitre XII de Solas, entrée en vigueur le 1er juillet 2006, portant sur les panneaux de cale et les doubles coques ;
- des règlements concernant la protection des réservoirs de carburant sont en discussion en 2007, et à plus longue échéance une convention sur l'utilisation de l'eau de ballast en 2009.

## Image

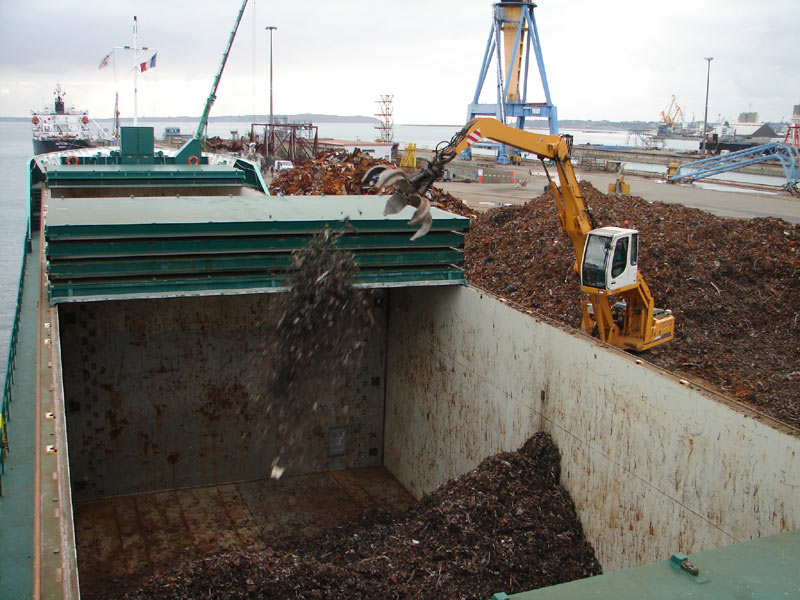
Un mini-vraquier chargeant de la ferraille à Brest.

Les vraquiers sont souvent méconnus du grand public ; ils peuvent être confondus avec les pétroliers, dont ils ont la même allure générale (château à l'arrière, aspect massif). Une manière de ne pas les confondre est de se rappeler que les vraquiers disposent d'écoutilles et de panneaux étanches qui dépassent du pont, tandis que le pont des pétroliers est recouvert de tuyauteries et comporte une seule petite grue servant à transférer les tuyaux.
Il est aussi plus difficile de les voir puisque leurs terminaux, gourmands en espace et souvent sales, sont situés loin des grands centres. Enfin, quand un vraquier fait naufrage, il attire beaucoup moins l'attention des médias qu'un pétrolier ou chimiquier : il est très rare qu'un vraquier fasse la « une » des journaux, malgré leur taux élevé de naufrages dans les années 1980 ou 1990.
Une idée reçue assez courante est que les plus grands sont des mastodontes indestructibles, au vu de l'épaisseur de leur tôle ou de leur masse impressionnante. Pourtant, ils restent soumis aux vagues, aux bulldozers qui doivent arracher le minerai accroché au fond, aux grappins qui butent sur les parois… Ils sont aussi très peu manœuvrant et ont besoin d'assistance pour évoluer dans les ports. Le commandant Rossignol du Pierre LD voyait ainsi son minéralier de 170 000 tonnes comme « un gros bébé impotent, grand comme trois terrains de foot, avec un moteur de Solex ».